# Nereis mendocinana
Nereis mendocinana är en ringmaskart som beskrevs av Chamberlin 1919. Nereis mendocinana ingår i släktet Nereis och familjen Nereididae. Inga underarter finns listade i Catalogue of Life.